# 阿盧埃鎮區 (密歇根州)
阿盧埃鎮區（英語：Allouez Township）是位於美國密歇根州基威諾縣的一個行政鎮區。

## 地方資料
阿盧埃鎮區的面積為141.65平方千米，當中陸地面積為141.47平方千米，而水域面積為0.18平方千米。根據2020年美國人口普查的數據，當地共有人口1428人，而人口密度為每平方千米10.08人。